# アブロシチニブ
アブロシチニブ（コードネームPF-04965842 ）は、アトピー性皮膚炎の治療薬として開発されたヤヌスキナーゼ阻害薬。アブロシチニブはファイザー社によって開発された。製品名は「サイバインコ」。

## 効能又は効果
- 既存治療で効果不十分なアトピー性皮膚炎

## 用法及び用量
通常、成人及び12歳以上の小児には、アブロシチニブとして100 mgを1日1回経口投与する。なお、患者の状態に応じて200 mgを1日1回投与することができる。

## 副作用
最も一般的な副作用は、上気道感染症、頭痛、悪心および下痢であった。 

## 薬理学

### 作用機序
ヤヌスキナーゼ1 （JAK1）を選択的に阻害する。 

### 薬物動態
アブロシチニブは腸から速やかに吸収され、通常1時間以内に最高血漿濃度に達する。用量の1.0〜4.4％の未変化体が尿中に排泄される。 

## 時系列
- 2016年4月：フェーズ2b試験の開始
- 2017年12月：JADEMono-1フェーズ3試験の開始[4]
- 2018年5月：フェーズ2bトライアルの結果が掲載された
- 2019年10月：第3相試験の結果が発表された[5]
- 2020年6月：2つ目の第3相試験の結果が発表された[6]

## 関連事項
- ウパダシチニブ
- ルキソリチニブ
- バリシチニブ
- ペフィシチニブ
- フィルゴチニブ
- デルゴシチニブ - アトピー性皮膚炎の外用剤